# Kortstaartmangoeste
De kortstaartmangoeste (Urva brachyura) is een soort mangoeste uit de regenwouden van Zuidoost-Azië.
De kortstaartmangoeste heeft een roodbruine tot zwarte vacht. Doordat de zwarte dekharen bruin tot rood gebandeerd zijn met een gele punt, lijkt de vacht rood tot oranje gespikkeld. De kop is lichter, meer grijzer van kleur. Op de kin zit een bleke vlek. De ledematen zijn zwart. Deze soort heeft een totale lengte van 599 tot 651 mm en een lichaamsgewicht van ongeveer 1,4 kg. De pluimstaart is voor een mangoeste relatief kort, 247 tot 260 mm, ongeveer de helft van de kop-romplengte. De achtervoetlengte is 76 tot 86 mm.
De soort komt voor in de laaglandregenwouden van Malakka, Borneo, Sumatra en de Filipijnse eilanden Palawan en Busuanga. De kortstaartmangoeste is de enige mangoeste die voorkomt op de Filipijnen. Hij leeft over het algemeen in de buurt van rivieren en andere wateren. Hij komt op Borneo zowel in primair als secundair woud voor, maar ook in tuinen en plantages. Het is een solitaire soort, die zowel in de schemering als 's nachts actief is. De kortstaartmangoeste voedt zich met waterdieren als vissen en kreeftachtigen.